# Pepta
Pepta là một chi ốc biển, là động vật thân mềm chân bụng sống ở biển trong họ Cancellariidae.

## Các loài
Các loài trong chi Pepta gồm có:
- Pepta simplex (Laseron, 1955)[2]
- Pepta stricta (Hedley, 1907)[3]